# 諾維尼 (亞沃里夫區)
49°59′55″N 23°22′41″E / 49.99861°N 23.37806°E
諾維尼（烏克蘭語：Новини），是烏克蘭的村落，位於該國西部利沃夫州，由亞沃里夫區負責管轄，始建於1510年，面積0.64平方公里，海拔高度242米，2001年該村落人口656。